# Brachybelistis neomorpha
Brachybelistis neomorpha är en fjärilsart som beskrevs av Turner 1902. Brachybelistis neomorpha ingår i släktet Brachybelistis och familjen plattmalar. Inga underarter finns listade i Catalogue of Life.